# فهرست شهرستان‌های استان زنجان

شهرستانهای هشت گانه استان زنجان

استان زنجان دارای ۸ شهرستان می‌باشد. شهرستان زنجان پرجمعیت‌ترین شهرستان استان است. این استان در سال ۱۳۹۵ دارای ۱٬۰۵۷٬۴۶۱ نفر جمعیت بوده‌است. شهرستانهای استان زنجان بر پایه سرشماری سال‌های ۱۳۹۰ و ۱۳۹۵ خورشیدی بدین شرح است:
| ردیف | شهرستان | مرکز      | جمعیت سال ۱۳۹۰ | جمعیت سال ۱۳۹۵ | سال تأسیس |
| ---- | ------- | --------- | -------------- | -------------- | --------- |
| ۱    | زنجان   | زنجان     | ۴۸۶٬۴۹۵        | ۵۲۱٬۳۰۲        | ۱۳۱۶      |
| ۲    | ابهر    | ابهر      | ۱۵۱٬۵۵۳        | ۱۶۷٬۴۹۳        | ۱۳۴۲      |
| ۳    | خدابنده | قیدار     | ۱۹۶٬۵۳۸        | ۱۶۴٬۳۹۶        | ۱۳۴۸      |
| ۴    | خرمدره  | خرمدره    | ۷۲٬۶۱۲         | ۸۱٬۲۳۰         | ۱۳۷۶      |
| ۵    | طارم    | آب بر     | ۴۶٬۶۱۶         | ۴۶٬۶۴۱         | ۱۳۷۶      |
| ۶    | ماهنشان | ماهنشان   | ۴۰٬۳۱۲         | ۳۹٬۴۲۵         | ۱۳۷۵      |
| ۷    | ایجرود  | زرین آباد | ۳۸٬۴۱۶         | ۳۶٬۶۴۱         | ۱۳۷۶      |
| ۸    | سلطانیه | سلطانیه   | بخشی از ابهر   | ۲۹٬۴۸۰         | ۱۳۹۲      |